# Epipolaeum sulcicola
Epipolaeum sulcicola är en svampart som tillhör divisionen sporsäcksvampar, och som beskrevs av Birgitta Eriksson. Epipolaeum sulcicola ingår i släktet Epipolaeum, och familjen Pseudoperisporiaceae. Arten är reproducerande i Sverige.